# King of the Hill (1993)
King of the Hill is een Amerikaanse dramafilm uit 1993, geschreven en geregisseerd door Steven Soderbergh. De film is gebaseerd op het gelijknamige boek van A.E. Hotchner uit 1973.

## Verhaal
Een jongen worstelt om te overleven in zijn eentje in een vervallen hotel nadat zijn ouders en broer van hem gescheiden zijn tijdens de crisis van de jaren 1930.

## Rolverdeling
| Acteur             | Personage           |
| ------------------ | ------------------- |
| Jesse Bradford     | Aaron               |
| Jeroen Krabbé      | Mr. Kurlander       |
| Lisa Eichhorn      | Mrs. Kurlander      |
| Karen Allen        | Miss Mathey         |
| Spalding Gray      | Mr. Mungo           |
| Elizabeth McGovern | Lydia               |
| Cameron Boyd       | Sullivan            |
| Adrien Brody       | Lester              |
| John McConnell     | Burns               |
| Amder Benson       | Ella McShane        |
| Kristin Griffith   | Mrs. McShane        |
| Katherine Heigl    | Christina Sebastian |
| Lauryn Hill        | liftbediende        |

## Release en ontvangst
King of the Hill ging op 19 mei 1993 in première op het Filmfestival van Cannes in de competitie voor de Gouden Palm. De film kreeg overwegend positieve kritieken van de filmcritici, met een score van 91% op Rotten Tomatoes, gebaseerd op 33 beoordelingen.

## Prijzen en nominaties
De belangrijkste:
| Jaar | Prijs                   | Categorie   | Genomineerde(n)   | Uitslag     |
| ---- | ----------------------- | ----------- | ----------------- | ----------- |
| 1993 | Filmfestival van Cannes | Gouden Palm | Steven Soderbergh | Genomineerd |